# Dlouhozobka svízelová
Dlouhozobka svízelová (Macroglossum stellatarum) je motýl patřící mezi lišajovité, který patří v České republice k poměrně hojným druhům, ale směrem na západ ve střední Evropě je pak vzácnější. Na rozdíl od většiny ostatních nočních motýlů létá dlouhozobka přes den za poledního slunce a i v noci, podobně jako ostatní dlouhozobky.

## Popis
Dlouhozobku lze poznat podle rychlého kmitavého letu a mimořádně dlouhého sosáku, který má těsně pod tykadly. Je poměrně malá, s rozpětím předních křídel cca 5 cm, každé křídlo je tak 2 až 2,5 cm dlouhé. Zavalitější tělo a první pár křídel mají šedohnědou barvu, druhý pár křídel je do oranžova, proto se zdá, jako kdyby měla jen jeden pár křídel. Zadeček je poset odstávajícími šupinami s bílými a černými skvrnkami.

### Vajíčko
Samičky během sání potravy kladou vajíčka, která mají nazelenalou barvu, po jednom na svízel, na ptačince a podobné. Vajíčka jsou malá, hladká a kulatá.

### Housenka
Po 4 až 6 dnech se z vajíček líhnou malé zelené housenky, které jsou na hřbetě bíle tečkované. Housenka se vyvíjí přibližně 20 dnů, načež se následně zakuklí.
Jelikož se dlouhozobka vyvíjí v Česku v průběhu roku ve dvou generacích, první generace housenek se objevuje mezi červnem až srpnem a druhá mezi zářím a říjnem. Mezi hostitelské rostliny, na kterých se housenka živí, patří různé druhy svízelů.

### Kukla

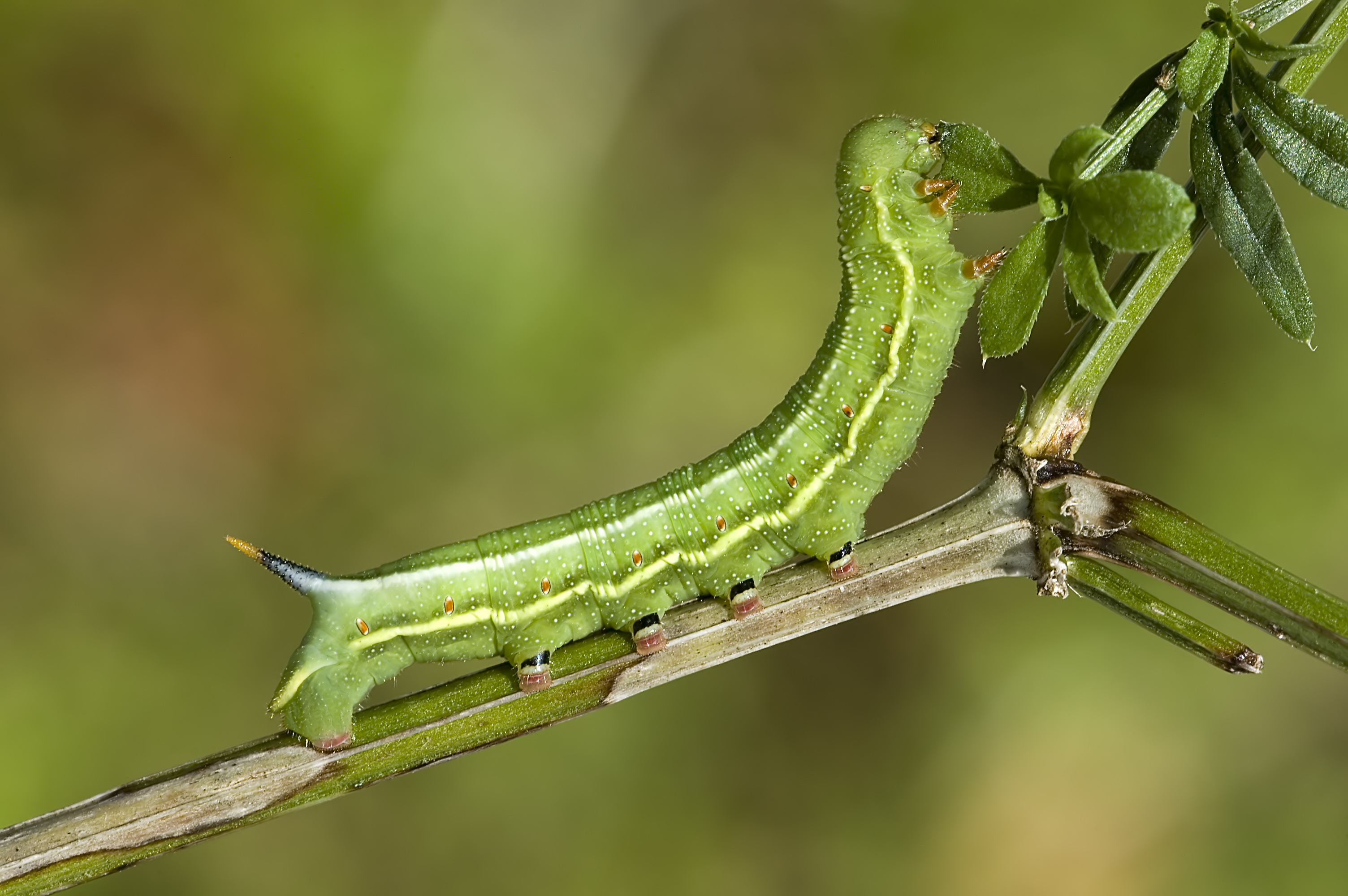
Housenka před zakuklením

Housenka před stadiem kukly změní barvu na hnědou a vytvoří si řídký podzemní kokon, ve kterém se zakuklí. Kukla je světle okrově zbarvená s tmavším žilkováním. Dospělci se líhnou z kokonu v poledních hodinách a po ztuhnutí křídel odlétají.

## Výskyt
Dlouhozobka svízelová patří mezi tažné druhy. Vyskytuje se na okrajích lesů, výslunných stráních, ve stepních oblastech, parcích, zahradách a často i uprostřed velkoměst. Byla pozorována i vysoko v horách, kde se může rozmnožovat, ale kvůli chladnému podnebí zde nemohou generace dlouhodobě přežívat a populace je závislá na migrujících jedincích z nižších oblastí.
Vzhledem ke své nenáročnosti se vyskytuje v celé Evropě vyjma nejjižnějších oblastí od Portugalska po Turecko. Mimo Evropu se vyskytuje taktéž v severní Africe a Asii. Trvale se vyskytuje v jižní Evropě a v teplejších částech střední Evropy. Na území České republiky migruje každoročně velký počet jedinců z jižnějších oblastí převážně v průběhu května.

### V Česku
Do Česka přilétá každoročně dlouhozobka na začátku léta z jihu. Imaga létají od srpna do pozdního podzimu, kdy se opět vracejí na jih do teplejších krajin, aby se následujícího roku tito jedinci vrátili opět na území zrodu. Při pátrání po potravě vystupuje v moravských horách až do výšek kolem 1000 m.

## Způsob života a potrava
Dlouhozobka se sice řadí mezi noční motýly,[zdroj⁠?!] přesto je možné ji potkat spíše za dne, kdy saje nektar z květů všemožných druhů rostlin. V přírodě jsou to nejčastěji hadince, mydlice, bodláky, hvozdíky a různé druhy chrp, v zahradách pak plaménky, kakosty či petúnie. Na rozdíl od jiných druhů motýlů není vybíravá a nachází se všude, kde je dostatek rozkvetlých květin. Při sání neusedá na květ a rychlým třepotáním křídel, podobným kolibřičímu letu, se udrží ve vzduchu.

## Galerie

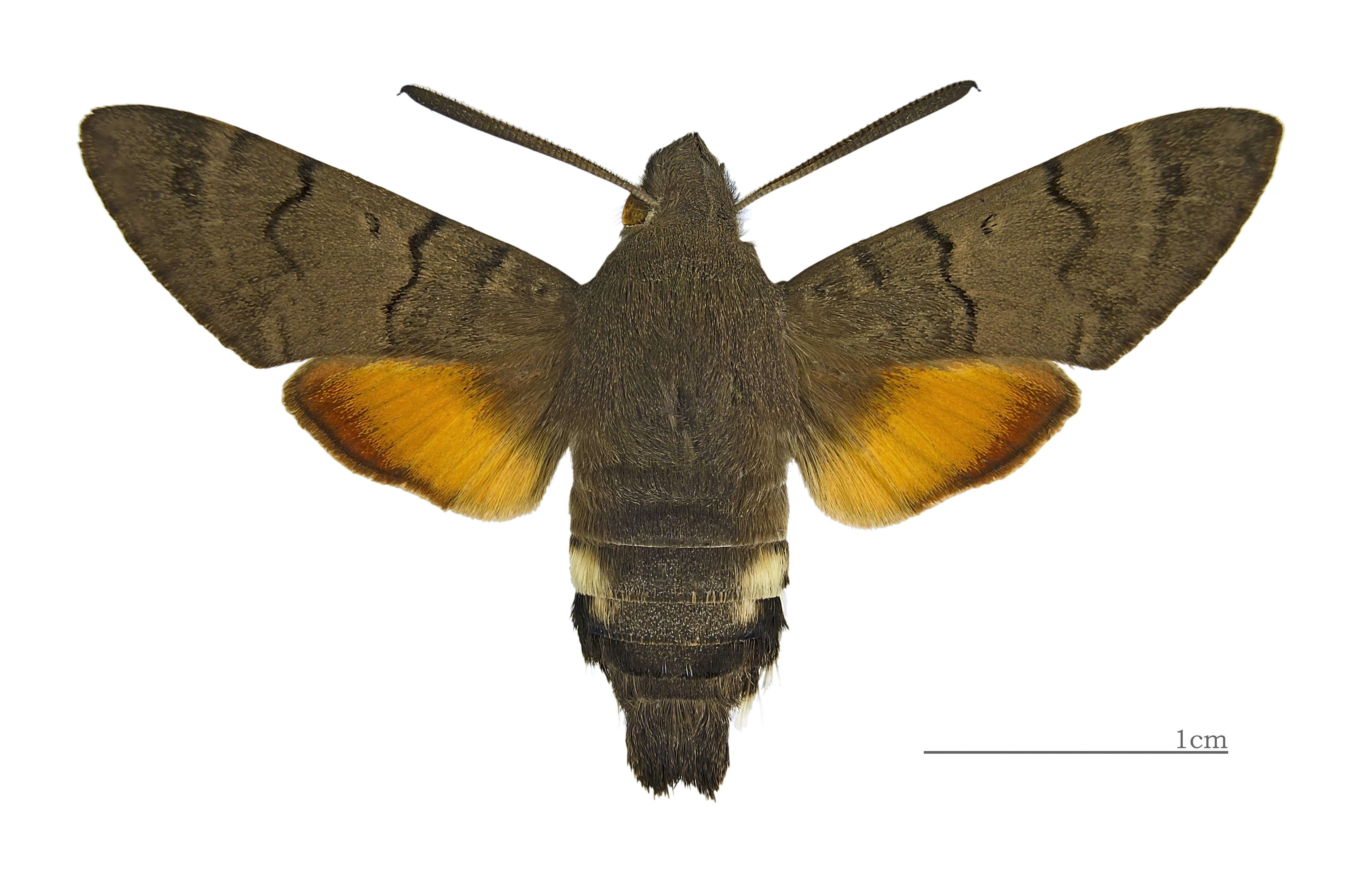
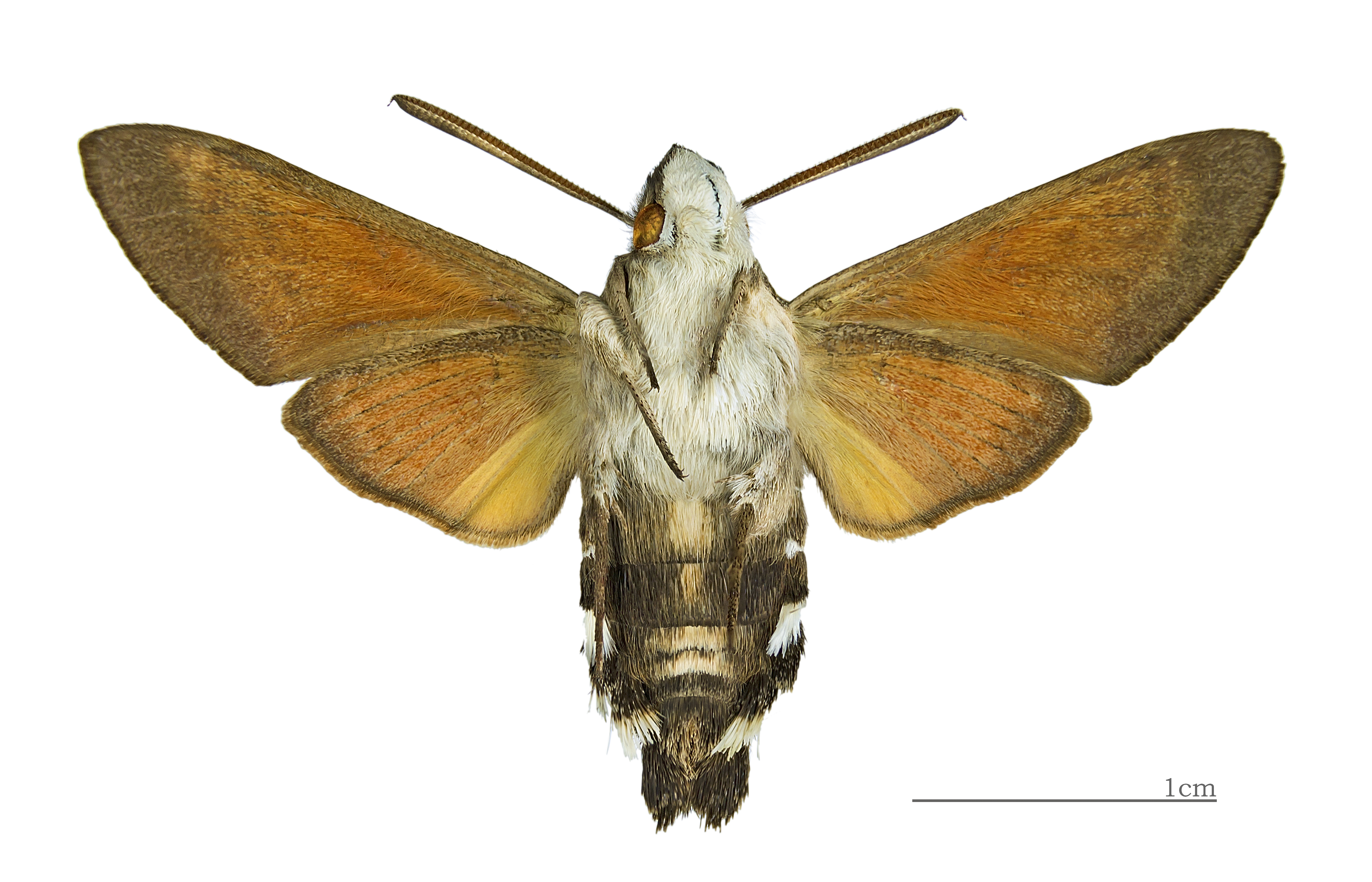
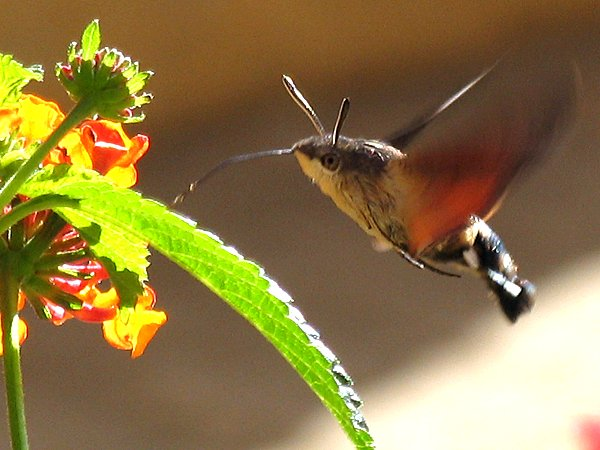
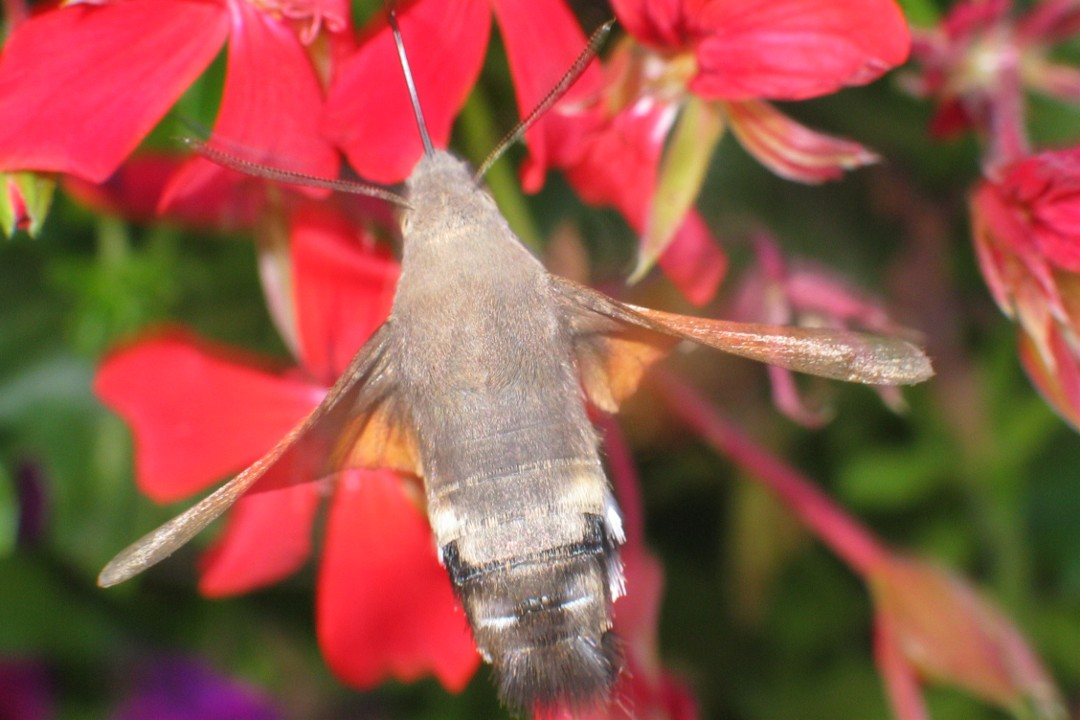
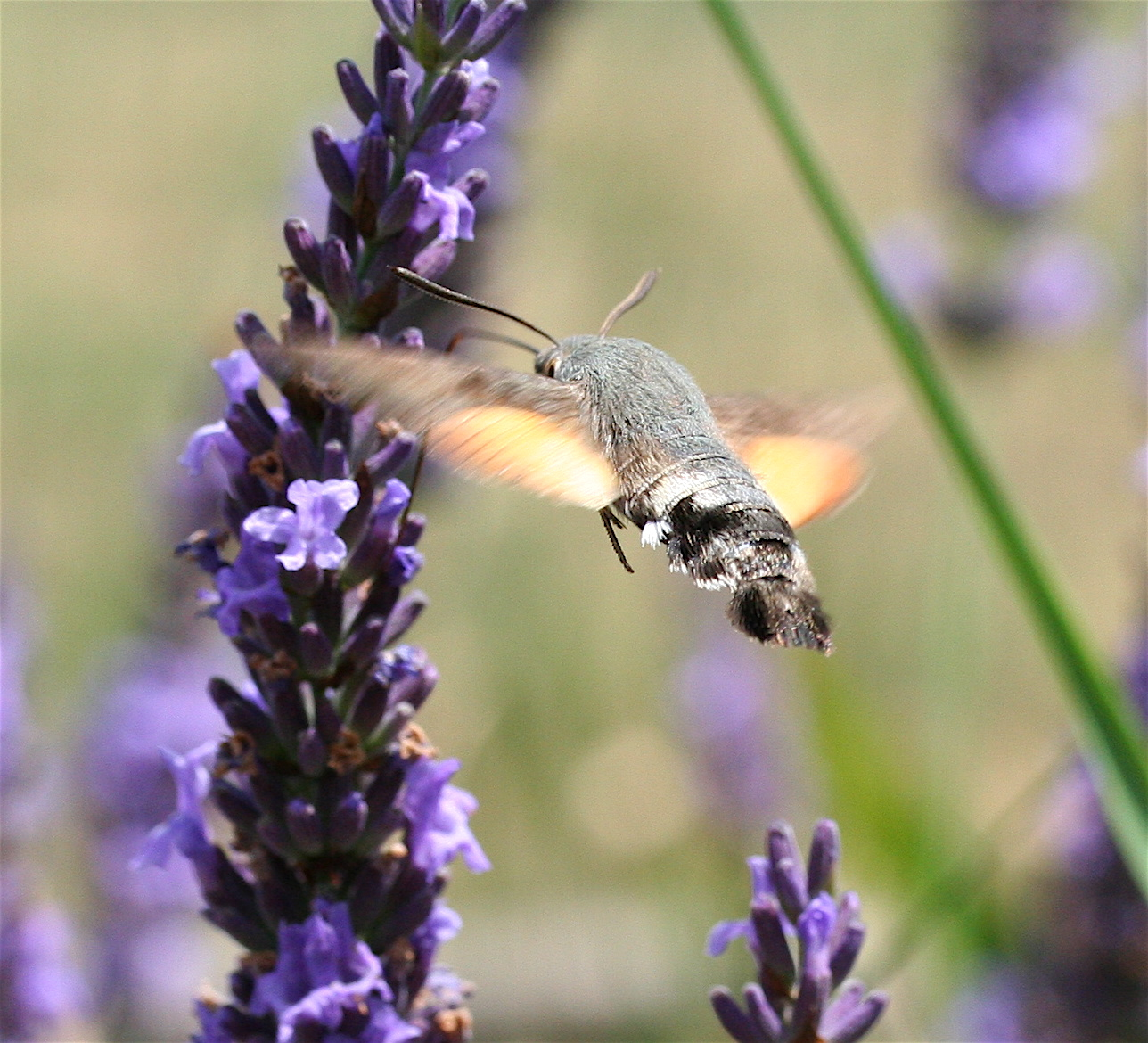
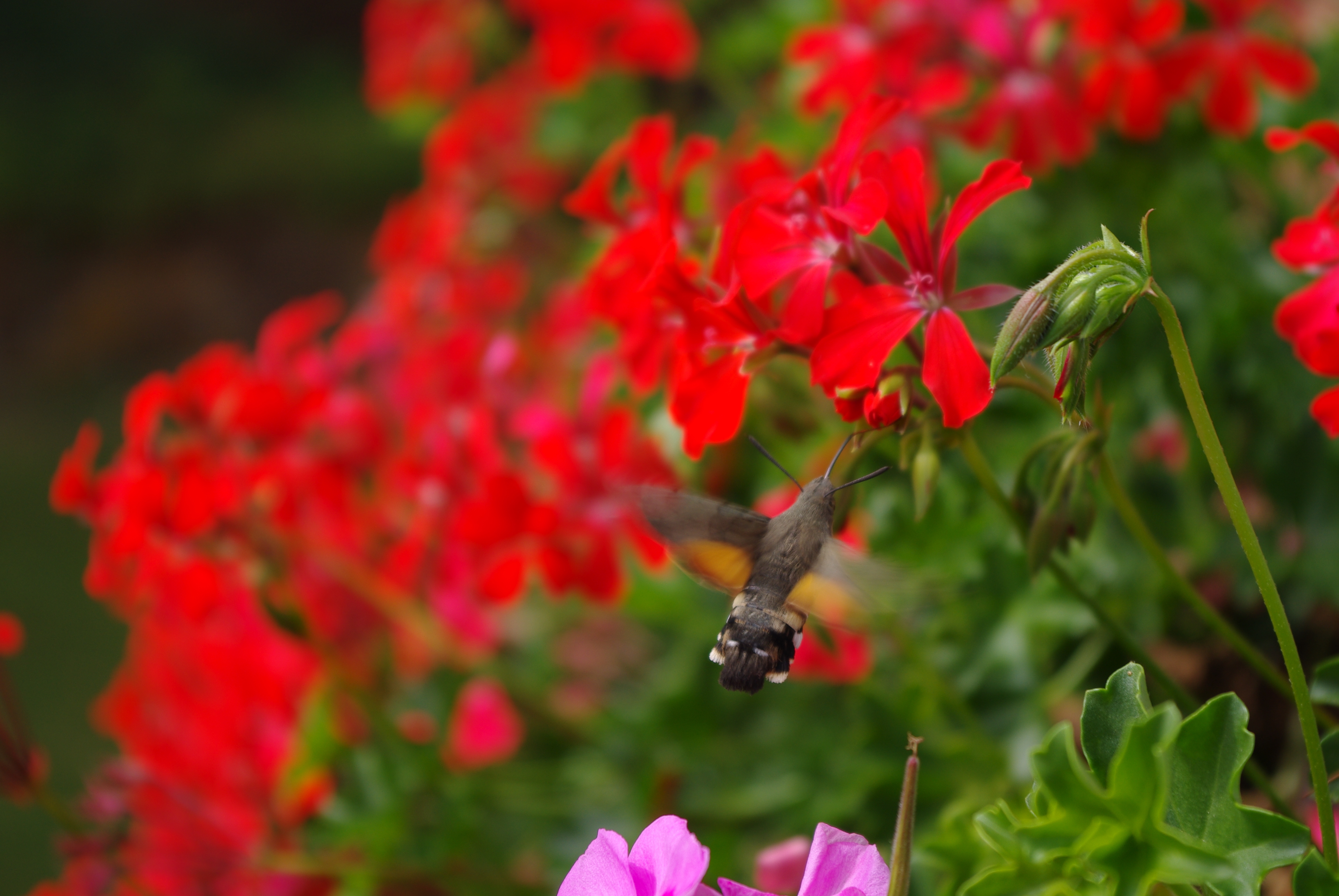
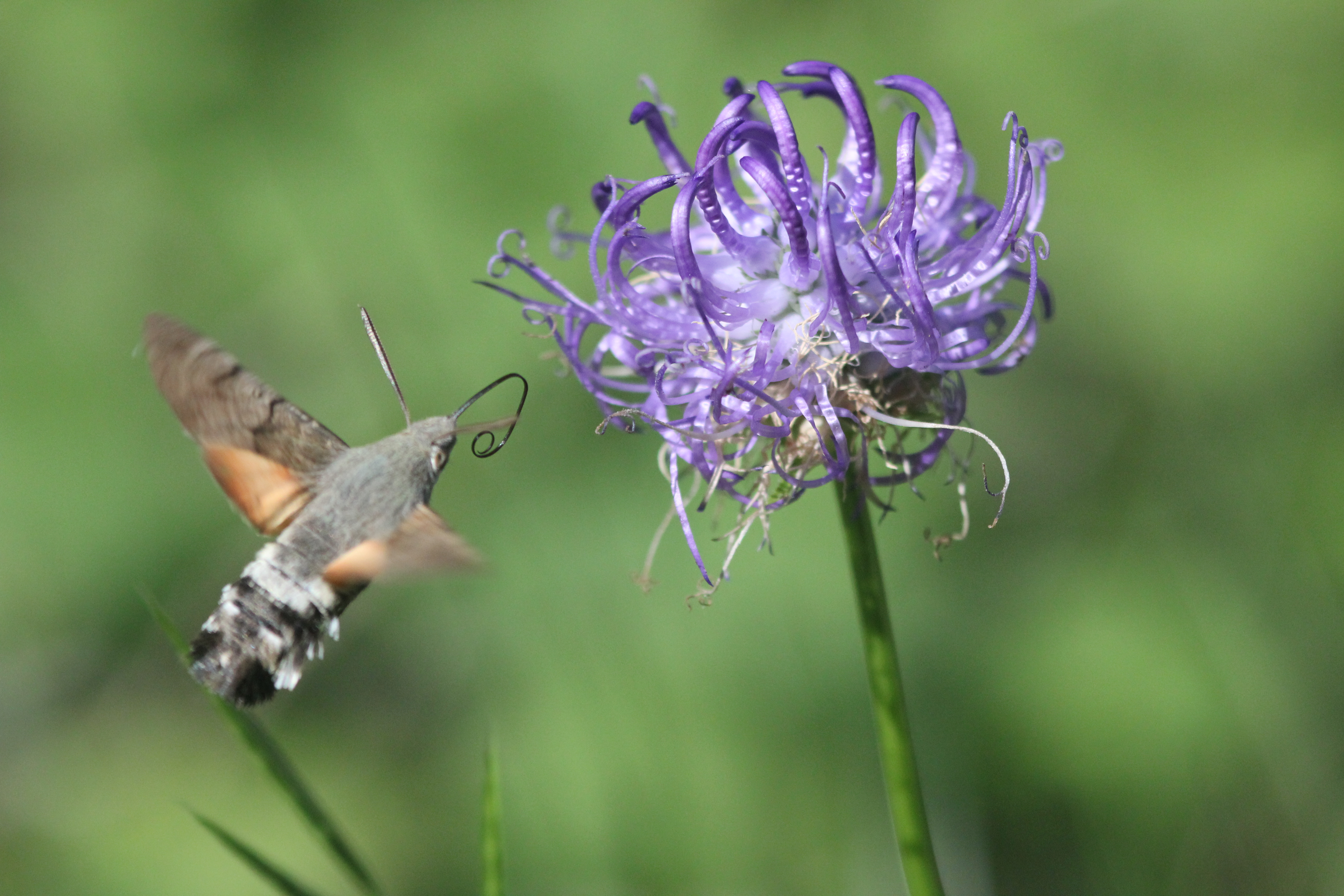
Macroglossum stellatarum